# Consell General del Loiret
El Consell General del Loiret és l'assemblea deliberant executiva del departament francès del Loiret a la regió de Centre. La seva seu es troba a Orleans. Des de 2004, el president és Éric Doligé (UMP)

## Antics presidents del Consell
| Nom | Nom                    | Dates de mandat | Dates de mandat | Partit  |
| --- | ---------------------- | --------------- | --------------- | ------- |
|     | Pierre Dezarnaulds     | 1945            | 1956            | Radical |
|     | Maurice Charpentier    | 1956            | 1958            |         |
|     | Pierre Perroy          | 1958            | 1961            |         |
|     | Claude Lemaitre-Basset | 1961            | 1964            | RGR     |
|     | Pierre Pagot           | 1964            | 1979            |         |
|     | Kléber Malécot         | 1979            | 1994            | UC      |
|     | Éric Doligé            | 1994            | -               | UMP     |

## Composició
El març de 2011 el Consell General del Loiret era constituït per 41 elegits pels 41 cantons del Loiret.
| Partit                        | Sigles | Electes |
| ----------------------------- | ------ | ------- |
| Oposició (14 escons)          |        |         |
| Partit Socialista             | PS     | 9       |
| Partit Comunista Francès      | PCF    | 3       |
| Europa Ecologia – Els Verds   | DVG    | 2       |
| Majoria (27 escons)           |        |         |
| Unió pel Moviment Popular     | UMP    | 18      |
| Divers Droite                 | DVD    | 8       |
| Moviment Demòcrata            | MoDem  | 1       |
| President del Consell General |        |         |
| Éric Doligé (UMD)             |        |         |